# Portland Trail Blazers 2005-2006
La stagione 2005-06 dei Portland Trail Blazers fu la 36ª nella NBA per la franchigia.
I Portland Trail Blazers arrivarono quinti nella Northwest Division della Western Conference con un record di 21-61, non qualificandosi per i play-off.

## Roster
| N° | Naz.                     | Ruolo | Sportivo          | Anno | Alt. | Peso |
| -- | ------------------------ | ----- | ----------------- | ---- | ---- | ---- |
| 0  | Stati Uniti (bandiera)   | G     | Voshon Lenard     | 1973 | 193  | 93   |
| 1  | Stati Uniti (bandiera)   | G     | Jarrett Jack      | 1983 | 191  | 92   |
| 2  | Stati Uniti (bandiera)   | G     | Steve Blake       | 1980 | 191  | 78   |
| 3  | Stati Uniti (bandiera)   | G     | Juan Dixon        | 1978 | 191  | 74   |
| 5  | Corea del Sud (bandiera) | C     | Ha Seung-jin      | 1985 | 221  | 138  |
| 7  | Stati Uniti (bandiera)   | G     | Charles C. Smith  | 1975 | 193  | 88   |
| 8  | Stati Uniti (bandiera)   | GA    | Martell Webster   | 1986 | 201  | 95   |
| 10 | Stati Uniti (bandiera)   | C     | Joel Przybilla    | 1979 | 216  | 116  |
| 12 | Russia (bandiera)        | A     | Sergej Monja      | 1983 | 203  | 100  |
| 21 | Stati Uniti (bandiera)   | A     | Ruben Patterson   | 1975 | 196  | 102  |
| 23 | Stati Uniti (bandiera)   | A     | Darius Miles      | 1981 | 206  | 95   |
| 25 | Stati Uniti (bandiera)   | A     | Travis Outlaw     | 1984 | 206  | 95   |
| 31 | Stati Uniti (bandiera)   | G     | Sebastian Telfair | 1985 | 183  | 75   |
| 38 | Russia (bandiera)        | A     | Viktor Chrjapa    | 1982 | 206  | 95   |
| 42 | Stati Uniti (bandiera)   | AC    | Theo Ratliff      | 1973 | 208  | 102  |
| 50 | Stati Uniti (bandiera)   | A     | Zach Randolph     | 1981 | 206  | 115  |
| 54 | Stati Uniti (bandiera)   | A     | Brian Skinner     | 1976 | 206  | 113  |

## Staff tecnico
- Allenatore: Nate McMillan
- Vice-allenatori: Dean Demopoulos, Tim Grgurich, Maurice Lucas, Monty Williams